# Oziori
Oziori - Озёры (rus) - és una ciutat de l'óblast de Moscou, a Rússia.
La primera menció d'Oziori es remunta a l'any 1578, quan era el poble de Marvínskoie Ozerko. A finals del segle xviii es rebatejà com Ozerki, i finalment Oziori el 1851. El 1925 aconseguí l'estatus de ciutat.